# محافظة ثار
محافظة ثار هي إحدى محافظات منطقة نجران جنوب السعودية، وعاصمتها الإدارية مدينة ثار.

## الموقع
تقع شمال مدينة نجران وتبعد عنها حوالي 120 كم تقريباً، ويلتقي الإشراف لها من الشمال والشرق مع محافظة يدمه، ومن الشمال الغربي مع منطقة عسير ومن الغرب مع محافظة بدر الجنوب، ومن الجنوب مع محافظة حبونا.

## المراكز والقرى التابعة
تضم المحافظة خمسة مراكز هي:
- قطن
- الصفاح
- العين والقرين
- تلاع
- حمى

## السكان
بلغ عدد سكان محافظة ثار (13,391) نسمة حسب تعداد السعودية 2022، عدد السعوديين (10,915) نسمة، وعدد غير السعوديين (2,476) نسمة.

## التضاريس والمواقع السياحية والأثرية
تشمل محافظة ثار الجبال المرتفعة والكثبان الرملية والسهول المنبسطة وتتخللها العديد من الأودية المتجهة شرقاً وأهمها وادي ثار ووادي قطن كما تتميز محافظة ثار بوجود العديد من المتنزهات الطبيعية التي يرتادها المواطنون من سكان المحافظة ومن خارجها، ومن أهمها متنزه الجزم الذي يقع في الجزء الجنوبي الغربي من المحافظة، ويتميز بكثرة الأشجار الطبيعية الظليلة وشلالات المياه التي تزداد عند هطول الأمطار. أيضاً هناك متنزه عشارة في مركز قطن شمال المحافظة، ثم هناك ما يسمى بنجد القرائع؛ ويرجع سبب التسمية إلى وجود سلسلة من الصخور التي بنيت قديماً كسور يحمي المحافظة من الأعداء والطامعين، ولايمكن الدخول أو الخروج إلا من خلالها. ويمكن للزائر الانتقال إلى شرق المحافظة حيث الكثبان الرملية أو إلى غرب المحافظة حيث النمو العمراني والنشاط السكاني، كما يوجد بمحافظة ثار العديد من المواقع الأثرية التي من أشهرها: مركز حمى شمال شرق المحافظة ويشتمل على العديد من الآثار والنقوش القديمة ويوجد به آبار حمى التي يزيد عمرها على 5000 سنة.